# Ewen Montagu
Ewen Montagu (19. března 1901, Londýn, Spojené království – 19. července 1985, tamtéž) byl britský právník, který za 2. světové války pracoval pro zpravodajskou divizi Královského námořnictva.
V roce 1943 se spolu s Charlesem Cholmondeleym stal autorem velmi úspěšného dezinformačního plánu s označením Operace Mincemeat. Jeho podstatou bylo přesvědčit německé velení, že vylodění spojeneckých sil v létě 1943 neproběhne na Sicílii, ale na Sardinii a v Řecku. Němci plánu uvěřili a posilovali proto obranu na místech, kde útok očekávali. O to snazší se pak pro Spojence stalo dobytí Sicílie.

## Život
Ewen pocházel z britské židovské rodiny. Jeho dědečkem byl zbožný ortodoxní Žid Samuel Montagu, první baron Swaythling, který v roce 1853 založil banku Samuel Montagu & Co. Jeho otcem byl Louis Montagu, rovněž finančník a také politický aktivista; do roku 1925 byl prezidentem britské židovské organizace Federation of Synagogues. Jeho matkou byla Gladys Helen Rachel Goldsmid, členka rodiny Goldsmidů i Rothschildů. Angažovala se v dobrovolnických organizacích, zabývajících se např. prevencí násilí na dětech.
Ewen studoval na prestižní Westminster School, poté na Trinity College v Cambridge a také na Harvardově univerzitě.

### Druhá světová válka
Ewen Montagu byl vášnivý jachtař a v roce 1938 se přidal k dobrovolným rezervám Královského námořnictva (Royal Naval Reserve). Sloužil u zpravodajské divize NID (Naval Intelligence Division). Byl zástupcem námořnictva u Výboru XX (XX Committee), který měl na starosti dvojité agenty. Spolu s Charlesem Cholmondeleym tehdy naplánovali dezinformační Operaci Mincemeat.
Montagu přišel na nápad nechat u jižního pobřeží Španělska vyplavit mrtvé tělo, které u sebe bude mít smyšlené plány o spojenecké invazi do Řecka a na Sardinii. Cílem bylo odvést pozornost Německa od Sicílie, která byla skutečným cílem invaze. Montagu vytvořil mrtvému propracovanou falešnou identitu majora Williama Martina z Královského námořnictva. Měl tak u sebe několik dopisů, včetně milostných, fotografii přítelkyně (ve skutečnosti agentky MI5), medailon sv. Kryštofa nebo lístek na autobus a do divadla. V souladu s hodností měl na sobě také kvalitní spodní prádlo, které bylo ve válečné době velmi obtížné získat. Mrtvým byl ve skutečnosti tulák Glyndwr Michael, který zemřel po požití jedu.

### Poválečná léta
Po válce pracoval Montagu jako soudce. V roce 1950 britský diplomat a bývalý ministr Alfred Duff Cooper, který byl o operaci Mincemeat v roce 1943 zběžně informován, sepsal špionážní román Operation Heartbreak. Vzbudil značnou pozornost a britské tajné služby rozhodly, že nejlepší reakcí bude zveřejnit informace, byť ne detailní, o Operaci Mincemeat. Montagu přes víkend napsal knihu Muž, který nikdy nebyl (The Man Who Never Was). Prodalo se jí přes dva miliony výtisků a v roce 1956 podle ní vznikl stejnojmenný film.
V roce 1977 Montagu publikoval ještě svůj životopis z doby 2. světové války Beyond Top Secret Ultra. V knize přinesl další podrobnosti k Mincemeat i dalším operacím.
Od roku 1949 byl Montagu prezidentem Anglo-židovské asociace a v letech 1954–62 prezidentem organizace United Synagogue.

### Rodina
Ewan se v roce 1923 oženil s Iris, která byla dcerou malíře Solomona J. Solomona. Měli spolu syna a dceru.
Jeho mladším bratrem byl Ivor Montagu, filmař a komunistický aktivista.